# Batman: Arkham Knight
Batman: Arkham Knight ist, ohne Ableger, der vierte Teil der Videospielreihe Batman: Arkham und erschien im Jahr 2015. Das Spiel ist unter anderem auf Microsoft Windows sowie auf den Konsolen PlayStation 4 und Xbox One spielbar und setzt nach den Ereignissen aus Batman: Arkham City ein. Es soll den abschließenden Teil der Spielreihe darstellen.

## Handlung
Nach seinem Tod in Batman: Arkham City wurde der Leichnam des Jokers eingeäschert. Neun Monate später, es ist Halloween, wird ein Restaurant in Gotham Schauplatz eines Angstgas-Angriffs durch Dr. Jonathan Crane, der als Scarecrow sein Unwesen treibt. Dieser droht, sein Gas mittels einer speziellen Vorrichtung über die ganze Stadt zu verteilen. Daraufhin werden die sechs Millionen Einwohner aus der Stadt evakuiert, übrig bleiben nur die marodierenden und plündernden Verbrecher mit ihren Anführern, einige Polizisten des Gotham City Police Department unter der Leitung von Commissioner James „Jim“ Gordon sowie Batman und seine Verbündeten.
Mithilfe von Barbara Gordon, die unter dem Decknamen Oracle für Batman arbeitet, und der technischen Ausrüstung des Batmobils kann Batman Scarecrow und seine Maschine in der Fabrik von ACE Chemicals ausmachen. Als Batman die Fabrik stürmen will, stellt sich ihm ein unbekannter Krieger in einer hochmodernen Rüstung entgegen, der Arkham Knight. Dieser verfügt nicht nur über detailliertes Wissen über Batmans Ausrüstung und Kampftechniken, sondern auch über eine eigene Armee aus hunderten Soldaten, unbemannten Kampfpanzern und Flugdrohnen. Diese Miliz rückt kurz darauf aus und bringt Gotham City gewaltsam unter ihre Kontrolle.
Nachdem Batman Geiseln gerettet hat, die bei ACE Chemicals festgehalten wurden, kann er Scarecrow in der werkseigenen Mischkammer stellen. Dieser entkommt jedoch, während die Explosion, die das tödliche Angstgas über die ganze Ostküste verteilen würde, kurz bevorsteht. Batman kann den Radius des Fallouts auf ein Minimum reduzieren und aus der explodierenden Fabrik entkommen. In Rückblenden erfährt man, dass das in Batman: Arkham City verteilte, mit „Titan“ verunreinigte Blut des Jokers mehreren Personen verabreicht wurde, die nun stetig mehr die Eigenschaften des Clownprinz des Verbrechens aufweisen. Batman konnte besagte Opfer in einem Versteck in den Panessa Filmstudios isolieren, doch er selbst wurde ebenfalls infiziert und wird von nun an von einer stets präsenten Halluzination des Jokers begleitet, der beginnt seine Taten zu hinterfragen und sein Bewusstsein für die Umwelt immer weiter manipuliert, sodass Batman zwischen Realität und Halluzination nicht mehr unterscheiden kann.
Währenddessen hat der Arkham Knight Barbara Gordon aus ihrem Versteck im Uhrenturm entführt. Als ihr Vater, Commissioner Gordon, erfährt, dass seine Tochter als Oracle Batman unterstützt, verliert er ihm gegenüber die Beherrschung und zieht allein los in die Stadt, um Scarecrow zur Strecke zu bringen. Batman kann die Spur des Arkham Knight mit dem Batmobil isolieren und Oracles offensichtliches Gefängnis im Penthouse in Chinatown ausmachen. Dort angekommen, sieht er wie Barbara sich, vom Angstgas in Panik versetzt, selbst erschießt.
Der erschütterte Batman ermittelt, dass Scarecrow mit dem Geschäftsmann Simon Stagg in dessen Luftschiffen über Gotham an einer Apparatur namens Cloudburst gearbeitet hat. Als Batman Stagg unschädlich gemacht hat und Scarecrow stellen will, sorgt eine Prise Angstgas dafür, dass der Joker in Batmans Verstand kurzzeitig die Oberhand gewinnt und ihn fast verrückt werden lässt. In diesem Durcheinander erscheint plötzlich der Arkham Knight und entfernt den Cloudburst aus dem Luftschiff, um ihn in einen dafür vorgesehenen Panzer zu installieren.
Währenddessen wird das Filmstudio, in dem Batman die Joker-Patienten festhält und das von seinem Schützling Robin alias Tim Drake bewacht wird, von Harley Quinn und ihren Verbündeten angegriffen, die in den Patienten eine Möglichkeit sieht, ihren geliebten Joker am Leben zu erhalten. Batman und Robin durchsuchen daraufhin das Filmstudio Bühne für Bühne und können letztlich Quinn stellen und die Patienten aufspüren, die sich jedoch durch die fortschreitende Wirkung des „Joker-Toxins“ bereits in Psychopathen verwandelt haben und schließlich ums Leben kommen.
Auch auf Batman hat das Toxin eine immer stärker werdende Wirkung, die es ihm kaum noch ermöglicht, die Realität von seinen Fantasien zu unterscheiden. Als Robin erfährt, dass Batman der letzte Infizierte ist, bittet er ihn, die letzte freie Zelle zu betreten, damit er keine Gefahr mehr darstellen kann. Doch Batman erinnert sich durch den Geist des Jokers an Jason Todd, den zweiten Robin, der allein den Joker stellen wollte und nach monatelanger Folter scheinbar gebrochen den Tod fand. Daraufhin überwältigt Batman den neuen Robin, sperrt ihn in die Zelle und macht sich selbst auf den Weg, Scarecrow und den Arkham Knight zu besiegen. Der Arkham Knight aktiviert den Cloudburst, woraufhin die ganze Stadt im Angstgas versinkt, was Batmans Verstand weiter angreift. Dennoch kann er den Panzer mit dem Cloudbust zerstören.
Zuvor hat Batman noch Dr. Pamela Isley alias Poison Ivy aus dem Gotham City Police Department in die botanischen Gärten gebracht, damit ihre riesigen aufblühenden Pflanzen das Gas neutralisieren können. Allerdings müssen durch die schiere Menge des Gases weitere, uralte Bäume im Untergrund der Stadt befreit werden. Als diese nicht stark genug erscheinen, opfert Ivy ihre gesamte Lebenskraft, um das Gas doch noch aus der Luft zu filtern, ehe sie in Batmans Armen stirbt.
Zwischenzeitlich hat der Arkham Knight Commissioner Gordon entführt und Batman stellt sich ihm zunächst in einem unfertigen U-Bahn-Tunnel, wo der Arkham Knight das Batmobil mit einer Tunnelbohrmaschine zerstört. Dann offenbart er Batman seine wahre Identität: Es ist Jason Todd, der vom Joker nicht getötet wurde und nun Rache an Batman nehmen will. Batman kann ihn jedoch besiegen und an seine einstige Rolle als Robin erinnern. Batman und Gordon, der nun weiß, dass Bruce Wayne die Maske Batmans trägt, stellen Scarecrow daraufhin auf dem Dach. Dort stellt sich heraus, dass Oracles Tod nur eine Halluzination war und Gordon Batman in die Falle locken musste, um sie zu retten. Sein Schuss in dessen Körperpanzer ist jedoch ebenfalls eine Täuschung und während Scarecrow Oracle vom Dach stürzt und Gordon mitsamt Robin entführt, kann Batman sie mit einem neu gelieferten Batmobil retten.
Nach einem fehlgeschlagenen Drohnen-Großangriff der Miliz auf das Gotham City Police Department ruft Scarecrow Batman dazu auf, sich ihm zu ergeben und vor aller Welt seine Maske abzulegen. Er droht, ansonsten Gordon und Robin zu töten. Batman, in dessen Verstand der Joker nun fast komplett die Kontrolle übernommen hat, willigt ein und lässt sich in die zerstörte Psychiatrie Arkham Asylum bringen. Dort willigt er zum Schutz von Robin und Gordon ein, dass ihm vor Scarecrow und laufender Kamera die Maske entfernt wird. Batman kapituliert und nun wissen alle, dass Bruce Wayne sich hinter der Maske des Dunklen Ritters verbirgt. In dessen Kopf spielt sich durch eine Injektion aus Scarecrows Toxin ein letzter Kampf zwischen ihm und dem Joker ab, an dessen Ende sich Batman besinnt und den Joker endgültig aus seinem Geist verbannt. Als er wieder zur Vernunft kommt, will Scarecrow ihn töten, doch Jason Todd kehrt – nun in Gestalt des Red Hood – zurück und rettet seinem alten Mentor das Leben. Scarecrow wird durch eine Überdosis seines eigenen Gifts wahnsinnig und Batman kann ihn schließlich der Polizei übergeben. Der enttarnte Batman weiß, dass Gotham City ihn noch eine Nacht braucht, damit die Ordnung wieder hergestellt werden kann.
Nachdem Batman die noch aktiven Verbrecher in der Stadt unschädlich gemacht hat, weist er seinen Butler Alfred Pennyworth an, das sogenannte Knightfall-Protokoll vorzubereiten. Zu der Zeit haben sich vor dem Anwesen der Familie Wayne, Wayne Manor, hunderte Schaulustige und Reporter versammelt, als Bruce Wayne unmaskiert mit dem Batwing auf dem Grundstück landet und zusammen mit Pennyworth im Haus verschwindet. Augenblicke später wird das Herrenhaus in einer Reihe von Explosionen zerstört. Wie zu Beginn sind am Ende Commissioner Gordons Worte zu hören, die bereits das Spiel eröffneten: „So hat es sich abgespielt. So ist Batman gestorben.“
Nach den Ereignissen dieser Nacht wird James Gordon zum Bürgermeister von Gotham City gewählt. Tim Drake und Barbara Gordon heiraten. In der finalen Schlussszene ist noch zu sehen, wie eine Familie in einer dunklen Gasse durch Schläger von Two-Face ausgeraubt und mit dem Tode bedroht wird. Auf einem nahe gelegenen Hausdach erscheint daraufhin eine von Rauch umhüllte Batmanfigur, auf die die Schläger aufmerksam werden. Während sich die Täter noch über die Figur lustig machen, geht sie plötzlich in Flammen auf, auf ihrer Brust beginnt das Batman-Logo zu leuchten und die Schläger fangen panisch an zu schreien.

## Spielprinzip
Das Spielprinzip ist wie auch die anderen Spiele der Arkham-Hauptreihe ähnlich dem Spielprinzip von Arkham Asylum, dem ersten Spiel der Serie, gestaltet, wobei zahlreiche Optimierungen vorgenommen wurden. Wie in den anderen Arkham-Spielen auch, wird das Spiel dem Spieler aus der Third-Person-Perspektive präsentiert. Der Spieler steuert den Protagonisten durch die offen gestaltete Spielwelt, die neben den Hauptmissionen optional auch Nebenaufträge sowie versteckte Rätsel bereithält.
Der Spielfigur stehen eine Reihe Waffen und Gadgets zur Verfügung, die Batman bei sich trägt. Nach Kämpfen gegen Verbrecher erhält die Spielfigur Erfahrungspunkte, die von Eleganz und Effizienz abhängig sind und entsprechend unterschiedlich ausfallen können. Erstmals in der Arkham-Reihe ist es dem Spieler möglich, mit dem Batmobil ein Fahrzeug steuern zu können. Die Spielwelt ist etwa fünfmal so groß wie die von Batman: Arkham City.

## Entwicklung
Batman: Arkham Knight wurde im März 2014 angekündigt und soll als abschließender Teil von Rocksteadys Arkham-Reihe fungieren. Rocksteady gab an, die Spiele nicht für die siebte Konsolengeneration, sondern nur für die achte Generation zu entwickeln, da die Leistung der Next-Gen-Konsolen damit besser ausgenutzt werden kann. Als erstes Videospiel der Reihe nutzt Arkham Knight den APEX-Physics-Simulator, der das Spiel realistischer gestalten soll. Warner Bros. unterstützte Rocksteady bei der Spielentwicklung. Allerdings wollten beide Unternehmen ein Spiel aus der Arkham-Reihe bereits früher veröffentlichen, sodass Warner Bros. Batman: Arkham Origins 2013 als Lückenfüller herausbrachte. Arkham Knight wurde als Einzelspielerspiel konzipiert und wird über keine Mehrspielerfunktionen verfügen.
Erstmals ist in der Arkham-Reihe das Batmobil spielbar, das Rocksteady in den Vorgängerspielen aufgrund beschränkter technischen Möglichkeiten nicht in der Form realisieren konnte.

## Veröffentlichung und Rezeption
Ursprünglich wurde das Spiel für den 14. Oktober 2014 für PlayStation 4, Xbox One und Windows-PC angekündigt; die Veröffentlichung wurde jedoch um knapp ein Jahr erst auf den 2. Juni 2015 und dann nochmal auf den 23. Juni 2015 nach hinten verschoben, da Rocksteady mehr Produktionszeit benötigte. 2023 wurde eine Version für die Nintendo Switch angekündigt. Bereits 2014 wurde das Spiel auf der E3 vorgestellt und dabei bei den Game Critics Awards als bestes Action-Adventure-Spiel ausgezeichnet.
Die Kritiken fielen für Xbox One und PlayStation 4 vorwiegend positiv aus. IGN bewertet Batman: Arkham Knight mit 9,2 von 10 möglichen Punkten, GameSpot mit 7 von 10 Punkten und GamePro mit 90 Prozent. Der Metascore der PlayStation-4-Version beträgt 89 %.
Die PC-Version wurde aufgrund massiver technischer Probleme jedoch deutlich schwächer bewertet. Die GameStar wertet Arkham Knight auf 75 % ab und nennt es ein „Technik-Fiasko“. Bemängelt wird die Grafik, die Beschränkung der Bildfrequenz auf 30 Bilder pro Sekunde und Performance-Probleme. Metacritic berechnet für die PC-Version einen Metascore von 63 %. Die Kundengesamtwertung der PC-Version liegt bei 16 %. Als Folge der technischen Schwierigkeiten wurde der Vertrieb der PC-Fassung am 25. Juni 2015 vorläufig eingestellt.
Allerdings sollen diese bis zum 28. Oktober 2015 behoben worden sein.
2016 erschien eine Roman-Adaption von Marv Wolfman unter dem Titel Batman Arkham Knight beim Panini-Verlag.

## Synchronisation
| Rolle                                   | Originalstimme       | Deutsche Synchronstimme |
| --------------------------------------- | -------------------- | ----------------------- |
| Batman/Bruce Wayne                      | Kevin Conroy         | David Nathan            |
| Nightwing/Dick Grayson                  | Scott Porter         | Wanja Gerick            |
| Robin/Tim Drake                         | Matthew Mercer       | Konrad Bösherz          |
| Oracle/Batgirl/Barbara Gordon           | Ashley Greene        | Tanya Kahana            |
| Alfred Pennyworth                       | Martin Jarvis        | Jürgen Thormann         |
| Lucius Fox                              | Dave Fennoy          | Joachim Tennstedt       |
| Commissioner James Gordon               | Jonathan Banks       | Jan Spitzer             |
| Scarecrow/Dr. Johnathan Crane           | John Noble           | Michael Pan             |
| Arkham Knight/Red Hood/Robin/Jason Todd | Troy Baker           | Julien Haggège          |
| Joker                                   | Mark Hamill          | Bodo Wolf               |
| Azrael/Michael Lane                     | Khary Payton         | Jörg Hengstler          |
| Black Mask/Roman Sionis                 | Brian Bloom          | Marco Kröger            |
| Catwoman/Selina Kyle                    | Grey Griffin         | Heide Domanowski        |
| Diakon Blackfire/Joseph Blackfire       | Kevin Conroy         | Eberhard Haar           |
| Deathstroke/Slade Wilson                |                      | Erich Räuker            |
| Firefly/Garfield Lynns                  | Crispin Freeman      | Mario Hassert           |
| Francine Langstrom                      |                      | Giuliana Jakobeit       |
| Harley Quinn/Dr. Harleen Quinzel        | Tara Strong          | Rubina Kuraoka          |
| Hush/Dr. Thomas Elliot                  | Kevin Conroy         | David Nathan            |
| Jack Ryder                              | James Horan          | Bernhard Völger         |
| Lieutenant der Miliz                    |                      | Thomas Schmuckert       |
| Man-Bat/Dr. Kirk Langstrom              | Liam O’Brien         | Klaus-Peter Grap        |
| Officer Aaron Cash                      | Duane R. Shepard Sr. | Michael Iwannek         |
| Pinguin/Oswald Cobblepot                | Nolan North          | Joachim Kaps            |
| Poison Ivy/Dr. Pamela Isley             | Tasia Valenza        | Christin Marquitan      |
| Professor Pyg/Lazlo Valentin            | Dwight Schultz       | Christoph Banken        |
| Riddler/Edward Nygma                    | Wally Wingert        | Dennis Schmidt-Foß      |
| Simon Stagg                             |                      | Walter Alich            |
| Two-Face/Harvey Dent                    | Troy Baker           | Tim Moeseritz           |
| Vicki Vale                              | Grey DeLisle         | Irina von Bentheim      |
| Gotham Goliath/Albert King              | Issac Singleton Jr.  | Tilo Schmitz            |